# Велюнський повіт
Велюнський повіт (пол. powiat wieluński) — один з 21 земських повітів Лодзького воєводства Польщі.
Утворений 1 січня 1999 року в результаті адміністративної реформи.

## Географія
Річки: Олесниця.
Повіт знаходиться у південно-західній частині воєводства.
Адміністративний центр — місто Велюнь.
Станом на 1.01.2008 населення становить 78 076 осіб, площа 926,47 км².

## Демографія
Демографічні дані повіту станом на 30.06.2005:
|       | Всього | Всього | Жінки  | Жінки | Чоловіки | Чоловіки |
| ----- | ------ | ------ | ------ | ----- | -------- | -------- |
|       | осіб   | %      | осіб   | %     | осіб     | %        |
| Повіт | 78 326 | 100    | 40 096 | 51,2  | 38 230   | 48,8     |
| Міста | 24 432 | 100    | 12 912 | 52,8  | 11 520   | 47,2     |
| Села  | 53 894 | 100    | 27 184 | 50,4  | 26 710   | 49,6     |